# Обратно во мрак
«Обратно во мрак» (англ. Back to Black) — художественный фильм режиссёра Сэм Тейлор-Джонсон, основанный на жизни британской певицы Эми Уайнхаус, роль которой исполнила Мариса Абела. В фильме также снимаются Джек О’Коннелл, Эдди Марсан, Джульет Коуэн и Лесли Мэнвилл.
Премьера состоялась 11 апреля 2024 года в Австралии.

## Сюжет
Сюжет фильма будет посвящён жизни и карьере Уайнхаус, начиная с начала 2000-х годов в джаз-группе в Северном Лондоне и заканчивая её восхождением к славе певицы, получившей премию Грэмми за «Rehab» и «Back to Black».

## В ролях
- Мариса Абела — Эми Уайнхаус
- Джек О’Коннелл — Блейк Филдер-Сивил
- Эдди Марсан — Митч Уайнхаус
- Джульет Коуэн — Дженис Уайнхаус-Коллинз
- Лесли Мэнвилл — Синтия Уайнхаус

## Производство
После смерти Уайнхаус в 2011 году несколько режиссёров пытались создать биографические проекты, но ни один из них не получил развития. Среди них был один проект 2015 года от Lotus Entertainment с Нуми Рапас в главной роли. В 2018 году наследники Уайнхаус объявили о заключении договора на создание биографического фильма о её жизни и карьере. В июле 2022 года Deadline Hollywood сообщил, что StudioCanal UK приступила к созданию художественного фильма под названием Back to Black, рассказывающего о жизни и музыкальной карьере Уайнхаус. Режиссёром фильма выступит Сэм Тейлор-Джонсон по сценарию Мэтта Гринхалга. В фильме прозвучат многие песни Уайнхаус, выпущенные Universal Music Group и Sony Music Publishing.
В январе 2023 года стало известно, что Мариса Абела сыграет роль Уайнхаус. Позже к актёрскому составу присоединились Джек О’Коннелл, Эдди Марсан и Лесли Мэнвилл. О’Коннелл сыграет Блейка Филдера-Сивила, мужа Эми с 2007 по 2009 гг. Марсан и Мэнвилл играют отца и бабушку Эми, Митча Уайнхауса и Синтию Уайнхаус, соответственно. Джульет Коуэн изображает мать Эми, Дженис Уайнхаус-Коллинз.
Съёмки проходили в Лондоне с января по апрель 2023 г., оператором фильма стала Полли Морган. Часть сцен снимались в джаз-клубе Ронни Скотта, у первой квартиры Уайнхаус в Кэмден-Тауне и на Примроуз-Хилл. В феврале были сняты сцены в студии Metropolis Studios в Чизвике. С 13 по 18 марта съемочная группа переехала в Фицровию, чтобы снять сцены на Fitzroy Square. На следующей неделе Абела и О’Коннелл снимали сцены в Лондонском зоопарке.

## Отзывы и оценки
Фильм получил негативные отзывы —  38% положительных рецензий на Rotten Tomatoes. На Metacritic средневзвешенная оценка составляет 51 из 100 на основе 15 рецензий.